# Étienne de Villaret
Étienne Godefroy Timoléon de Villaret, född den 17 februari 1854 i Saint-Laurent (departementet Lot), död den 18 januari 1931 i Angers, var en fransk militär.
Villaret började sin bana som officer vid en jägarbataljon. År 1874 befordrades han efter hand till överste. Åren 1884–1887 var han instruktör vid japanska armén och i april 1914 sändes han till Grekland för att uppgöra förslag till dess armés omorganisation. Vid första världskrigets utbrott i augusti 1914 blev han brigadgeneral och befälhavare för 14:e infanterifördelningen. I november samma år blev han chef för 7:e armékåren, som han med utmärkelse förde under striderna i Champagne, och vid årsskiftet 1914–1915 chef för 7:e armén (på Elsassfronten). År 1917 blev han svårt sårad och placerad i arméns reserv, där han i november 1918 utnämndes till divisionsgeneral.